# Épisodes de Dossiers brûlants
Cet article présente le guide des épisodes de la série télévisée Dossiers brûlants (Kolchak: The Night Stalker).

## Pilote 1:La Nuit du Vampire
- États-Unis : 11 janvier 1972 sur ABC
- France : Inédit

- Barry Atwater (Janos Skorzeny)
- Carol Lynley (Gale Foster)
- Claude Akins (Shérif Butcher)
- Kent Smith (Procureur Paine)
- Ralph Meeker (Bernie Jenks)
- Charles McGraw (Masterson)
- Elisha Cook Jr (Mickey Crawford)

## Pilote 2:La Nuit de l'Alchimiste
- États-Unis : 16 janvier 1973 sur ABC
- France : Inédit

- Richard Anderson (Dr Richard Malcolm)
- John Carradine (Llewellyn Crossbinder)
- Jo Ann Pflug (Louise Harper)
- Scott Brady (Capitaine Roscoe Schubert)
- Wally Cox (Titus Berry)
- Margaret Hamilton (Professeur Crabwell)

## Épisode 1:Le Viol
- États-Unis : 13 septembre 1974 sur ABC
- France : 14 août 1989 sur Canal+

- Mickey Gilbert (Jack l'éventreur)
- Ken Lynch (Capitaine Warren)
- Beatrice Colen (Jane Plummer)

## Épisode 2:Le Zombie
- États-Unis : 20 septembre 1974 sur ABC
- France : 14 août 1989 sur Canal+

- O. William Faison (Le Zombie)
- Antonio Fargas (Sweetstick Weldon)
- Charles Aidman (Capitaine Leo Winwood)
- Joseph Sirola (Benjamin Sposato)
- Val Bisoglio (Victor Friese)
- Scatman Crothers (Oncle Filemon)
- Paulene Myers (Mamalois Edmonds)

## Épisode 3:Le Voyageur
- États-Unis : 27 septembre 1974 sur ABC
- France : 9 août 1989 sur Canal+

- James Gregory (Capitaine Quill)
- Mary Wickes (Docteur Bess Winestock)
- Dick Van Patten (Alfred Brindle)

## Épisode 4:Vampire-sur-Hollywood
- États-Unis : 4 octobre 1974 sur ABC
- France : 1er août 1989 sur Canal+

- Suzanne Charney (Catherine Rawlins)
- William Daniels (Lieutenant Jack Matteo)
- Larry Storch (Jim Brytowski)
- Kathleen Nolan (Faye Kruger)

## Épisode 5:Le Loup-garou
- États-Unis : 1er novembre 1974 sur ABC
- France : 4 août 1989 sur Canal+

- Eric Braeden (Bernhardt Stieglitz)
- Nita Talbot (Paula Griffon)
- Henry Jones (Capitaine Julian Wells)
- Richard Gauthier (Mel Tarter)
- Bob Hastings (Hallem)
- Barry Cahill (Docteur Alan Ross)

## Épisode 6:La Grande Question
- États-Unis : 8 novembre 1974 sur ABC
- France : 22 août 1989 sur Canal+

- Fred Beir (Ryder Bond)
- Madlyn Rhue (Marie)
- David Doyle (Cardinale)
- Philip Carey (Sergent Mayer)
- Virginia Vincent (Mme Markoff)

## Épisode 7:La Plate-forme du diable
- États-Unis : 15 novembre 1974 sur ABC
- France : 7 août 1989 sur Canal+

- Tom Skerritt (Senateur Robert W. Palmer)
- Julie Gregg (Susan Driscoll)
- Jeanne Cooper (Docteur Kilner)
- Ellen Weston (Lorraine Palmer)
- Stanley Adams (Louie)

## Épisode 8:Retour aux sources
- États-Unis : 29 novembre 1974 sur Canal+
- France : 2 août 1989 sur Canal+

- Richard Kiel (Diablero)
- Ramon Bieri (Capitaine Joe Baker)
- Alice Ghostley (Docteur Agnes Temple)
- Victor Jory (Charles Rolling Thunder)

## Épisode 9:Le Croque-mitaine
- États-Unis : 6 décembre 1974 sur ABC
- France : 8 août 1989 sur Canal+

- Richard Kiel (Peremalfait)
- Keenan Wynn (Capitaine Joe Siska)
- Severn Darden (Docteur Aaron Pollack)
- Randy Boone (Jean)
- Virginia Gregg (Docteur Hollenbeck)

## Épisode 10:Sur le sentier de la guerre
- États-Unis : 13 décembre 1974 sur ABC
- France : 31 juillet 1989 sur Canal+

- William Smith (Jim Elkhorn)
- Michael Strong (Walter Green)
- Robert Yuro (Capitaine Webster)
- John Alvin (Dr Carrie)

## Épisode 11:Le Vertige
- États-Unis : 20 décembre 1974 sur ABC
- France : 21 août 1989 sur Canal+

- Phil Silvers (Harry Starman)
- Murray Matheson (M. Lane-Marriot)
- Benny Rubin (Julius Fineman)
- Herb Vigran (Sol Goldstein)

## Épisode 12:Prénom R.I.N.G.
- États-Unis : 10 janvier 1975 sur ABC
- France : 10 août 1989 sur Canal+

- Craig R. Baxley (Mr. R.I.N.G.)
- Bert Freed (Capitaine Akins)
- Julie Adams (Avery Walkers)
- Corinne Michaels (Docteur Leslie Dwyer)
- Myron Healey (Colonel Wright)

## Épisode 13:Les Hurlements
- États-Unis : 17 janvier 1975 sur ABC
- France : 16 août 1989 sur Canal+

- John Marley (Capitaine Maurice Molnar)
- Pat Harrington Jr. (Thomas Kitzmiller)
- Jamie Farr (Jack Burton)
- Craig R. Baxley (Robert Gurney)
- Katherine Woodville (Docteur Helen Lynch)

## Épisode 14:La Collection
- États-Unis : 24 janvier 1975 sur ABC
- France : 15 août 1989 sur Canal+

- Nina Foch (Madame Trevi)
- Lara Parker (Madelaine)
- Bernie Kopell (le docteur)
- Richard Bakalyan (le premier tueur)

## Épisode 15:À toute vitesse
- États-Unis : 31 janvier 1975 sur ABC
- France : 17 août 1989 sur Canal+

- Larry Linville (Capitaine Jonas)
- Sharon Farrell (Lila Morton)
- Jim Backus (Herb Bresson)

## Épisode 16:Le Démon
- États-Unis : 7 février 1975 sur ABC
- France : 24 août 1989 sur Canal+

- Andrew Prine (Professeur Evan Spate)
- Keenan Wynn (Capitaine Joe Siska)
- Carolyn Jones (L'officier d'état civil)

## Épisode 17:La Terreur en héritage
- États-Unis : 14 février 1975 sur ABC
- France : 25 août 1989 sur Canal+

- Erik Estrada (Pepe Torres)
- Sorrell Booke (Mr. Eddy)
- Pippa Scott (Tillie Jones)
- Victor Campos (Professeur Jamie Rodriguez)
- Mickey Gilbert (Nanutzin, la momie)
- Sondra Currie (Vicky)

## Épisode 18:Les Assassins
- États-Unis : 7 mars 1975 sur ABC
- France : 18 août 1989 sur canal+

- John Dehner (Capitaine Vernon Rausch)
- Sidney Clute (Bruce Krause)
- Lucille Benson (Maura)

## Épisode 19:Le Jeune Meurtrier
- États-Unis : 14 mars 1975 sur ABC
- France : 23 août 1989 sur Canal+

- Cathy Lee Crosby (Helen Surtees)
- George Savalas (Kaz Kazantarkis)
- Dwayne Hickman : (VF : Patrick Poivey) (sergent Orkin)
- Penny Santon (la mère)

## Épisode 20:La Sentinelle
- États-Unis : 28 mars 1975 sur ABC
- France : 11 août 1989 sur Canal+

- Tom Bosley (Jack Flaherty)
- Kathie Browne (Lieutenant Irene Lamont)
- Craig R. Baxley (La créature)
- John Hoyt (Docteur Beckwirth)
- Frank Campanella (Ted Chapman)
- Frank Marth (Colonel Brody)